# 百团大战 (电影)
百团大战是一部于2015年上映，中国大陆拍摄的抗日战争题材影片，该电影讲述百团大战的战争全景，是纪念抗日战争胜利七十周年的献礼影片。

## 演员名单
| 演员   | 角色   | 简介 | 备注     |
| 陶泽如 | 彭德怀 |      |          |
| 刘之冰 | 左 权  |      |          |
| 印小天 | 姚尚武 |      | 虚构人物 |
| 吴 越  | 梁 山  |      | 虚构人物 |
| 唐国强 | 毛泽东 |      |          |
| 王伍福 | 朱 德  |      |          |
| 邓 超  | 张自忠 |      |          |
| 马晓伟 | 蒋介石 |      |          |

## 票房

### 争议

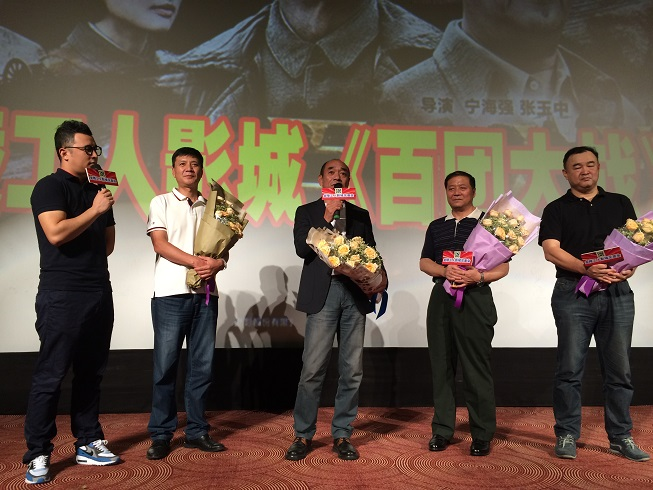
2015年8月31日，电影剧组在南京金陵工人影城的见面会，左起，主持人，刘之冰，陶泽如、张玉中、宁海强

2015年8月29日，网络上出现有关院线票房的政治任务，以及9月3日前票房不分账，票款全归院线和影院的消息。有网友公布手写或者经过涂改的票根，称该电影偷票房。电影局否认传闻，称七部委下达文件希望各地组织当地党团员集体观看电影，但会坚决抵制和制止偷票房行为。

## 香港上映
- 2016年11月4日在香港九龙湾淘大影艺戏院独家上映。
- 依香港电影分级制度本片属于第IIB级别，青少年及儿童不宜。